# Miroslav Březík
Miroslav Březík (* 6. září 1974) je bývalý český fotbalový útočník.
Jeho švagrem je bývalý fotbalista Aleš Hellebrand. Jeho synovci jsou fotbalisté Patrik Hellebrand a Jan Hellebrand.

## Fotbalová kariéra
Hrál za Svit Zlín, Slušovice, Přerov a FK Kunovice. V české lize nastoupil ve 13 utkáních.

## Ligová bilance
| Ročník                          | Zápasy | Góly | Klub         |
| ------------------------------- | ------ | ---- | ------------ |
| 1. česká fotbalová liga 1994/95 | 9      | 0    | FC Svit Zlín |
| 1. česká fotbalová liga 1995/96 | 4      | 0    | FC Svit Zlín |
| CELKEM                          | 13     | 0    |              |